# Берта Папенхајм
Берта Папенхајм (Беч, 27. фебруар 1859 — Ној-Изенбург, 28. мај 1936) била је аустријско - јеврејка феминисткиња, књижевница, социјална радница и оснивачица Јеврејског женског удружења ("Jüdischer Frauenbund "). Под псеудонимом Ана О, такође је била један од најбоље документованих пацијената Јозефа Бројера због писања Зигмунда Фројда о Бројеровом случају.

## Детињство и младост
Берта Папенхајм је рођена 27. фебруара 1859. у Бечу, као трећа ћерка Рехе Папенхајм и Сигмунда Папенхајма. Њена мајка Реха, рођена Голдшмит (1830–1905), била је из старе и богате породице из Франкфурта на Мајни. Њен отац Сигмунд (1824–1881), трговац, син православне јеврејске породице из Пресбурга, Аустроугарска (данашња Братислава, Словачка), био је суоснивач ортодоксне синагоге Schiffschul у Бечу; породично име алудира на баварски град Папенхајм. Као „само још једна ћерка“ у строго традиционалном јеврејском домаћинству, Берта је била свесна да су њени родитељи више волели мушко дете. Породице њених родитеља имале су традиционалне јеврејске ставове о браку и имале су корене у ортодоксном јудаизму. Берта је одгајана у стилу добро васпитане младе даме из добре класе. Похађала је римокатоличку женску школу и водила живот структуриран према календару јеврејских празника и летњих распуста у Бад Ишлу.
Када је имала осам година, њена најстарија сестра Хенријета (1849–1867) умрла је од галопирајуће туберкулозе. Када је имала 11 година, породица се преселила из бечког Леополдштата, који је првенствено био насељен сиромашним Јеврејима, у округ Алзергрунд. Напустила је школу када је имала шеснаест година, посветила се шивењу и помагала мајци у припремању кошер хране. Њен млађи брат Вилхелм (1860–1937) је у међувремену похађао средњу школу, због чега је Берта била јако љубоморна.

## Болест и лечење као Ана О.
Између 1880. и 1882. Берта Папенхајм је лечена од разних симптома који су почели када се њен отац изненада озбиљно разболео средином 1880. током породичног одмора у Бад Ишлу. Његова болест је била прекретница у њеном животу. Док је седела ноћу уз његов болеснички кревет, мучиле су је изненадне халуцинације и стање анксиозности. У почетку породица није реаговала на ове симптоме, али је новембра 1880. пријатељ породице, лекар Јозеф Бројер, почео да је лечи. Подстицао ју је, понекад под лаганом хипнозом, да приповеда приче, што је довело до делимичног побољшања клиничке слике, иако се њено опште стање и даље погоршавало. Бројер је обавештавао свог тадашњег пријатеља Зигмунда Фројда о њеном случају.
Почевши од 11. децембра, Берта Папенхајм је била везана за кревет неколико месеци. Њен отац је умро 5. априла 1881. године. Као резултат тога, постала је потпуно одсутна и није јела данима. Њени симптоми су наставили да се погоршавају и 7. јуна је примљена против своје воље у санаторијум Инцерсдорф, где је остала до новембра. Након повратка наставила је да се лечи код Бројера. Током наредних година (понекад по сопственој жељи) враћала се у овај санаторијум неколико пута.
Бројер је, спор и напоран напредак њеног „рада на присећању” у којем се присећала појединачних симптома након што су се појавили, чиме их је „растварала”, дошао је до закључка 7. јуна 1882. након што је реконструисала прву ноћ халуцинација у Ишлу -  „Она се од тада потпуно опоравила“, биле су речи којима је Бројер закључио свој извештај о случају.
Ана О. је био псеудоним који је Јозеф Бројер дао Папенхајмовој док је била његов пацијент, у његовим описима случаја. Псеудоним је конструисан померањем њених иницијала Б.П. за једно слово назад у абецеди у А.О. Аспекте случаја Ане О. први су објавили Фројд и Бројер 1893. године као прелиминарна саопштења у два бечка медицинска часописа. Детаљна историја случаја појавила се 1895. године у његовој књизи Студије о хистерији, написаној у сарадњи са Фројдом.

### Симптоми
Папенхајмову је лечио Бројер од јаког кашља, парализе екстремитета на десној страни тела, поремећаја вида, слуха и говора, као и халуцинација и губитка свести. Дијагностикована јој је хистерија. Фројд имплицира да је њена болест била резултат љутње због стварне и физичке болести њеног оца која је касније довела до његове смрти.
Током две године своје болести, развила је широк спектар симптома:
- Језички поремећаји (афазија): у неким приликама није могла да говори, понекад је говорила само енглески, или само француски, или италијански. Међутим, увек је разумела немачки. Периоди афазије могли су трајати данима, а понекад су варирали у зависности од доба дана.
- Неуралгија: патила је од болова у лицу који су лечени морфијумом и хлорал хидратом и довели до зависности. Бол је био толико јак да се разматрало хируршко одвајање трограног живца.
- Парализа (пареза): знаци парализе и утрнулости су се јавили у њеним удовима, првенствено само на једној страни. Иако је била дешњак, због овог стања морала је да научи да пише левом руком.
- Оштећења вида: имала је привремене моторичке сметње у очима. Опажала је предмете као јако увећане и жмиркала је.
- Промене расположења: Током дугих периода имала је свакодневне промене између стања анксиозности и депресије, праћених стањима опуштања.
- Амнезија: када је била у једном од ових стања није могла да се сети догађаја или било које сопствене активности која се десиле док је била у другом стању.
- Поремећаји у исхрани: у кризним ситуацијама одбијала је да једе. Током једног врелог лета недељама је одбијала течност и живела само од воћа.
- Псеудоциеза: постоје неки извештаји да је током последњег састанка са Бројером показала симптоме лажне трудноће. Фројд је касније тврдио да је оптужила Бројера да ју је оплодио, али је признао да је то била претпоставка.[7]

Многи верују да болест није била психолошка као што је Фројд сугерисао, већ или неуролошка или органска. Док неки верују да јој је Фројд поставио погрешну дијагнозу, други побијају ове тврдње.
Тренутна истраживања сугеришу многе болести које је Папенхајмова можда имала. Медицински истраживач Елизабет Торнтон, након интервјуисања многих Фројдових раних пацијената, сугерисала је да је Папенхајм имала туберкулозни менингитис, став који подржава професор психологије Ханс Ајзенк. Други су сугерисали да је то био енцефалитис, облик упале мозга. Многи су такође сугерисали да је патила од неког облика епилепсије темпоралног режња јер су многи њени симптоми, укључујући замишљене мирисе, уобичајени симптоми типова епилепсије. Према једној перспективи, „испитивање неуролошких детаља сугерише да је Ана О патила од сложених парцијалних напада погоршаних зависношћу од дрога“.

### Третман код Бројера
Бројер је започео терапију без јасне методе или теоријске основе. Лечење њених симптома кретало се од храњења када је одбијала храну до доза хлорала када је била узнемирена.
Напоменуо је да када је у једном стању није могла да се сети догађаја или ситуација које су се десиле у другом стању. Закључио је, „тешко је избећи да се каже да се она раздвојила у две личности, од којих је једна била психички нормална, а друга ментално болесна". Такви симптоми су повезани са клиничком сликом онога што се тада називало „раздвојена личност“, а данас се назива дисоцијативним поремећајем идентитета. Постојање и учесталост такве болести била је, и још увек је, контроверзна.
Иницијални приступ терапији је сугерисан опажањем да се Папенхајмова смирила и да се њен говорни поремећај побољшао сваки пут када су је замолили да исприча приче које су вероватно произашле из њених сањарења. О овим сањарењима Бројер је приметио: „Иако су сви мислили да је присутна, она је живела у фантазији, али како је увек била присутна када јој се обраћа, нико није сумњао у то. Такође ју је охрабрио да мирно "одмота" ове приче користећи такве напомене као прву реченицу. Формула коју је користио увек је била иста: „Био је једном један дечак...“ Понекад је Папенхајм могла да се изрази само на енглеском, али је обично разумела немачки који се говори око ње. О њеним описима, Бројер је рекао: „Приче, увек тужне, понекад су биле прилично лепе, сличне Андерсеновој Сликовници без слика“.
Пацијенткиња је била свесна олакшања које јој је донело „причање” и описала је процес користећи изразе „чишћење димњака” и „лечење разговором”. Последњи термин је касније постао део психоаналитичке терминологије.
Убрзо су се појавили и други нивои приповедања, који су се комбиновали и продирали једни у друге. Примери укључују:
- Приче из "приватног позоришта"
- Халуцинаторна искуства
- Временско измештање епизода: током једне фазе њено искуство болести је померено за годину дана
- Епизоде појаве хистеричних симптома

Бројер је описао своју коначну методологију на следећи начин: ујутро је питао Папенхајмову под лаганом хипнозом о приликама и околностима под којима се одређени симптом појавио. Када ју је видео увече, она је систематски „одмотавала“ ове епизоде — понекад их је било и преко 100, обрнутим временским редоследом. Када је дошла до прве појаве, а тиме и до „узрока“, симптоми су се појавили у појачаном облику, а затим нестали „заувек“.
Терапију је Бројер касније описао као „суђење искушењем”, вероватно у смислу прегледа. Провео је 1.000 сати терапије у току две године.

#### Успех лечења
Упркос Бројеровим и Фројдовим званичним извештајима о случају, историјски записи од тада су показали да када је Бројер престао да лечи Папенхајмову, она није постајала боља, већ прогресивно гора. На крају је институционализована: "Бројер је рекао Фројду да је поремећена; надао се да ће умрети да оконча своју патњу".
Након што је Бројер престао да је лечи, и он и Фројд су наставили да прате ток њене болести. Међу Фројдовим ученицима расправљало се о сумњивости тврдње о „успеху лечења“.

### Санаторијум Белви
Дана 12. јула 1882. године, Бројер је упутио Папенхајмову на приватну клинику Белви у Кројцлингену на Боденском језеру, коју је водио Роберт Бинсвангер. После лечења у Белвију, Бројер је више није лично лечио.
Док је била у Кројцлингену, посетила је своје рођаке Фрица Хомбургера и Ану Етлингер у Карлсруеу. Ана је била један од оснивача Средње женске школе у Карлсруеу и бавила се књижевним радом. У чланку који се појавио 1870. године под насловом „Расправа о женским правима“ захтевала је једнака права на образовање за жене. Држала је и приватне часове, и организовала „куреве књижевности за даме“.
Берта Папенхајм јој је прочитала неке од прича које је написала, а њена рођака ју је охрабрила да настави са књижевним активностима. Током ове посете крајем 1882. Папенхајм је такође учествовала у курсу за медицинске сестре који је понудило Удружење жена Бадена ("Badischer Frauenverein"). Сврха ове обуке је била да се младе даме оспособе за руковођење установама за медицинске сестре. Није успела да заврши курс пре завршетка посете.
Дана 29. октобра 1882. њено стање се побољшало и пуштена је са лечења у Кројцлингену. Поред почетних проблема, Берта Папенхајм је касније постала једна од најцењенијих жена у Немачкој и европском јеврејству.

## Јавни живот
У новембру 1888, када је имала 29 година и након опоравка, она и њена мајка преселиле су се у родни град њене мајке, Франкфурт, у Немачкој. Њихово породично окружење било је делимично ортодоксно, а делом либерално. За разлику од живота у Бечу, бавили су се уметношћу и науком, а не само добротворним радом. Породице Голдшмит и Опенхајм биле су познате као колекционари и мецене уметности и дале су своју подршку научним и академским пројектима, посебно током оснивања Универзитета у Франкфурту.
Убрзо након што се преселила у Франкфурт, прво је радила у народној кухињи и читала наглас у сиротишту за јеврејске девојчице које је водило Удружење израелских жена (Israelitischer Frauenverein) . Откривајући одушевљење деце причама Х.К. Андерсена, она је поделила и своје приче. У овој средини Папенхајмова је интензивирала своје књижевне напоре и укључила се у друштвене и политичке активности. Њене публикације су почеле 1888. и у почетку су биле анонимне; појављују се од 1890. под псеудонимом Паул Бертхолд, а почела је да објављује под својим именом 1902. године, прво у часопису Ethische Kultur ("Етичка култура").
Године 1895. привремено је била задужена за сиротиште, да би годину дана касније постала његов званични директор. Током наредних 12 година успела је да усмери образовни програм од једног и јединог циља - брака, на обуку у циљу професионалне независности.
Пошто је присуствовала католичким и протестантским добротворним организацијама које раде на решавању проблема белог женског ропства, Папенхајм је настојала да се придружи јеврејском добротворном друштву са сличном мисијом. Њена рођака, Луиза, обавестила ју је да не само да таква организација не постоји, већ да је то питање које јеврејско становништво не жели да призна. Замолила је неколико рабина да се позабаве питањем јеврејских мушкараца у Турској и Франкфурту који су увелико умешани у трговину јеврејским девојкама и женама. Такође, она се позабавила проблемом мушкараца Јевреја који напуштају своје породице, селе се и поново венчавају без развода, остављајући тако њихове жене "Agunot", неспособне да се поново венчају по јеврејском закону.
Ситуација је приморала многе жене да продају своју децу мушкарцима — често под убеђивањем да ће бити изнајмљена у богату породицу са доживотним обезбеђењем. Ове девојке су постале само неке од жртава белог ропства међу Јеврејима. Друге жене су свесно продавале ћерке у проституцију јер нису имале средстава да издржавају своју децу. Такође, јеврејске девојке ухваћене у замку белог ропства, али које је открила немачка полиција, нису имале организацију која би се залагала за њих. Без одговарајућих докумената и без могућности повратка кући, многе су се окренуле проституцији.

### Активизам
1895. пленарни састанак „Генералног немачког удружења жена“ (Allgemeiner Deutscher Frauenverein) одржан је у Франкфурту. Папенхајм је била учесник и касније допринела оснивању локалне групе.
Након што је одржала говор у  "Израелском удружењу жена за помоћ" (Israelitischer Hilfsverein) 1901. године формирана је женска група са циљем да координира и професионализује рад различитих друштвених иницијатива и пројеката. Ова група је прво била део Israelitischer Hilfsverein, али 1904. постаје независна организација "Помоћ женама" (Weibliche Fürsorge).
На првој немачкој конференцији о борби против трговине женама одржаној у Франкфурту у октобру 1902. године, Берта Папенхајм и Сара Рабинович су замољене да отпутују у Галицију да истраже тамошњу друштвену ситуацију. У свом извештају о овом путовању из 1904. године, које је трајало неколико месеци, описала је проблеме који су произашли из комбинације аграрне заосталости и ране индустријализације, као и из судара хасидизма и ционизма.
На састанку Међународног савета жена одржаном 1904. године у Берлину одлучено је да се оснује национално јеврејско женско удружење. Слично  "Федерацији немачких женских удружења" (Bund Deutscher Frauenvereine), чији је суоснивач Хелена Ланге 1894. године, намера је била да се уједине друштвени и еманципаторски напори јеврејских женских удружења. Папенхајм је изабрана за првог председника "Лиге јеврејских жена" (Jüdischer Frauenbund) и била је на њеном челу 20 година, доприносећи напорима лиге до своје смрти 1936. Лига се придружила "Федерацији немачких женских удружења" 1907. Између 1914. и 1924. Папенхајм је била у одбору Федерације.
С једне стране, циљеви Лиге су били феминистички – јачање женских права и унапређење рентабилног запошљавања Јеврејки – а са друге стране су били у складу са традиционалним циљевима јеврејске филантропије – практична доброчинства, као божје правило. Интегрисање ових различитих циљева није увек било лако за Папенхајмову. Посебна замерка је била да у својој борби против трговине женама није отворено говорила само о Јеврејкама као жртвама, већ и о Јеврејкама као починиоцима. Она је критиковала како су жене перципиране у јудаизму, а као чланица немачког феминистичког покрета захтевала је да се идеал једнаких права жена оствари и у јеврејским институцијама. Посебно је била забринута за образовање и равноправност на послу.
Изјава коју је дала на првој делегатској скупштини "Федерације немачких женских удружења" 1907. – „по јеврејском закону жена није индивидуа, није личност; она се само оцењује као сексуално биће“ – изазвала је насилну реакцију широм земље од стране ортодоксник рабина и јеврејске штампе. Постојање стања које је Папенхајм критиковала — трговина женама, занемаривање ванбрачне јеврејске сирочади— одбијено је, а оптужена је за увреду јудаизма. Уз то, политички либерални и еманциповани Јевреји имали су патријархалан и традиционалан став о правима жена.
У међувремену, Федерација је расла и 1907. имала је 32.000 чланова у 82 удружења. Једно време је била највећа добротворна јеврејска организација са преко 50.000 чланова. Године 1917. Папенхајм је позвала на „престанак цепања јеврејског социјалног рада“, што је довело до оснивања „Централне социјалне агенције немачког јеврејства“ (Zentralwohlfahrtsstelle der Juden in Deutschland), која и данас постоји.
У мају 1923. била је један од главних говорника на Првом светском конгресу јеврејских жена у Бечу, где је говорила о потреби заштите јеврејских девојака и жена од трговине и проституције.
Након што су нацисти преузели власт 1933. године, Папенхајм је поново преузела председништво Федерацијом. Поднела је оставку 1934. јер није могла да напусти свој негативан став према ционизму, упркос егзистенцијалној опасности за Јевреје у Немачкој, док је у "Лиги јеврејских жена", као и међу немачким Јеврејима уопште, ционизам све више подржаван после 1933. године. Посебно је контроверзан био њен став према имиграцији младих у Израел. Одбијала је исељавање деце и омладине у Палестину док су њихови родитељи остајали у Немачкој. Међутим, она је сама безбедно довела групу деце из сиротишта у Велику Британију 1934. године. Након што су 15. септембра 1935. донети антисемитски Нирнбершки закони, променила је мишљење и заложила се за емиграцију јеврејског становништва.
Након што је Папенхајм умрла, њене позиције у Лиги је делимично преузела њена пријатељица Хана Кармински. Нацисти су 1939. године распустили Лигу.

### Дом у Ној-Изенбургу
Папенхајм је била оснивач или иницијатор многих институција, укључујући обданишта, друштвене домове и образовне установе. Својим животним делом сматрала је дом за јеврејске девојке у Ној-Изенбургу (Mädchenwohnheim Neu-Isenburg).
Око 1906. Папенхајм се посветила циљу оснивања уточишта за помоћ напуштеним девојкама и Јеврејкама угроженим проституцијом и трговином женама, где је могла да примени теорије које је развила о јеврејском социјалном раду. Овај дом је требало да функционише на следећим принципима:
- За разлику од традиционалних јеврејских добротворних организација, модерни социјални рад би требало да се предузима, фокусирајући се углавном на образовање и обуку за самосталан живот.
- У складу са принципом „настављања помоћи“, напредак бивших становника куће кроз живот требало је да се прати током дужег периода како би се спречио поновни немар.
- Дом не треба да буде „установа која се стара о малолетницима у правном смислу, већ дом, иако може бити само сурогат за правилно одгајање деце у сопственим породицама, што је било пожељно“.
- Становници треба да се укључе у јеврејску традицију и културу.
- Дом треба да буде једноставан, тако да се станари упознају са реалношћу и захтевима домаћинства ниже средње класе.

Луиза Голдшмит, рођака Бертине мајке, ставила је на располагање пар кућа у којима би се могао основати дом за девојчице у Ној-Изенбургу близу Франкфурта на Мајни са свим клиникама и друштвеним установама. За разлику од пруског Франкфурта, мање ригидни закони хесенског Ној-Изенбурга такође су имали предности за лица без држављанства.
Захваљујући донацијама од 19.000 марака за опремање куће, она је могла почети са радом 25. новембра 1907. године са циљем да обезбеди „заштиту за оне којима је потребна заштита и образовање за оне којима је потребно образовање“.
Објекат је био једноставан. У купатилима, на пример, није било текуће воде, а централно грејање је додато тек 1920. године. Али објекти су омогућили да се стриктно придржавају јеврејских захтева у исхрани и чистоћи (кашрут, кошер). У сутерену је била доступна пасхална кухиња, иако је била потребна само једном годишње.
Уметност у кући и башти требало је да служи за образовање становника. Примери су дечија фонтана Der vertriebene Storch („Протерана рода“), коју је осмислио Фриц Ј. Кормис да илуструје Бертину причу, циклус предавања, скромне позоришне представе и говори, између осталог и Мартина Бубера, пријатеља Папенхајмове и госта у неколико наврата.
Број становника је у почетку био мали, али је током времена порастао са 10 у 1908. на 152 у 1928. Имовина и постојећи објекти су проширени куповинама и донацијама и прилагођени растућим захтевима, а изграђене су и додатне зграде. На крају, дом се састојао од четири зграде, укључујући једну за труднице и оне које су се тек породиле — сам порођај се одвијао у клиници у Франкфурту — и одељење за изолацију.
Деца школског узраста у дому похађала су основну школу у Ној-Изенбургу. Постојала је опсежна медицинска нега за штићенике и — у редовним интервалима — психијатријски прегледи. Папенхајм је одбила психоаналитички третман за становнике. Иако технички никада сама није искусила психоаналитичку терапију јер она тада још није постојала, њен третман код Бројера може се сматрати раним обликом терапије. Папенхајм је само једном говорила о психоанализи уопште.
Пошто је било пожељно да текуће финансирање дома не зависи од богатих појединачних покровитеља, удружење, „Дом Јеврејског женског удружења“ (Heim des jüdischen Frauenbundes), основан је да буде његов спонзор и власник. Чланарина од 3 марке годишње требало је да покрије текуће трошкове.
Рад Папенхајмове у Ној-Изенбургу није у почетку било цењен. Ортодоксни јеврејски кругови сматрали су оснивање дома скандалом, а његово постојање прећутним толерисањем проституције и неморала. Да би се самохране мајке, младе проститутке и њихова деца реинтегрисале у јеврејску заједницу, а којих су се породице у већини случајева одрекле, дом би позивао породице да обнове односе са њима, а познате очеве да се венчају са мајкама своје деце, или плаћају алиментацију.
После Бертине смрти 1936. године, рад у Ној-Изенбургу наставио је несметано да ради све до Олимпијских игара 1936. године. Године 1937. деци која су боравила у дому више није било дозвољено да похађају основну школу у Ној-Изенбургу и морала су свакодневно да се превозе у јеврејску школу у Франкфурту. Године 1938. Изенбуршки огранак Нацистичке партије подстакао је затварање дома.
Дана 10. новембра 1938, један дан након новембарског погрома  ("Reichskristallnacht"), дом је нападнут. Главна зграда је спаљена, а остале зграде су уништене. Гестапо је 31. марта 1942. распустио дом. Преостали становници депортовани су у концентрациони логор у логор Терезин, где су многи умрли.

### Књижевни рад

#### Приче, драме, поезија
Папенхајм је своје прве радове објавила анонимно, а касније под псеудонимом Пол Бертолд, што је била уобичајена пракса међу књижевницама тог времена. Извела је псеудоним тако што је променила своје име Берта у презиме, Бертхолд, и користила почетно слово свог презимена, П, као прво слово имена, Паул. Од 1902. објављивала је новеле и драме под својим именом.
„Мале приче за децу“ (Kleine Geschichten für Kinder) појавиле су се анонимно 1888. године, да би 1890. уследила књига прича, "У продавници смећа" (In der Trödelbude). Девет новела у овој свесци имају за предмет неисправан или на други начин бескорисни предмет, као што је комад чипке, музичка кутија или лонац за кафу.
Године 1913. објавила је драму "Трагични тренуци. три слике из живота" (Tragische Momente. Drei Lebensbilder). Сцене одговарају трима епизодама из живота јеврејског пара. У првој сцени млади пар доживљава злочине руских погрома 1904. и бежи у Франкфурт. У другој сцени, као руски Јевреји нису прихваћени у заједници. Јеврејски гостионичар жели да запосли жену као домаћицу, а мушкарца као преваранта. Када одбију његову понуду, он их проглашава политичким криминалцима и они беже у Палестину. Трећа сцена приказује човека као удовца који чека да му се син врати из Европе. Када син призна да не може да замисли живот фармера у Палестини, његов отац изврши самоубиство. Папенхајм је одбила да се представа изведе на скупштини делегата Лиге јеврејских жена 1933, „пошто би "Трагични тренуци", које сам написала без прикривеног мотива, сигурно изазвали приговоре у ционистичким круговима због своје правовремености. Она је саветовала да се не "разбацују експлозив међу женама".
Поред тога, написала је бројне текстове необјављене током њеног живота. Већина је изгубљена, а оно што је остало је разбацано. Међу разбацаним текстовима налазе се такозвани „Меморандуми“, кратке максиме и изреке, од којих су неке датиране, а неке је касније прикупила и преписала њена секретарица Луси Џордан. Пример: „Ко се одрекне своје слободе без нужде, не заслужује је“. Ови текстови такође укључују молитве које је Лига јеврејских жена објавила убрзо након Бертине смрти. То нису молитве у смислу традиционалног јудаизма, већ личне песме упућене Богу.

#### Преводи
Једна од њених првих продукција био је превод са енглеског програмског рада Мери Вулстонкрафт о покрету за женска права, A Vindication of the Rights of Woman. Појавио се 1899. под насловом Mary Wollstonecraft – Eine Verteidigung der Rechte der Frau.
Почевши од 1910. превела је неколико јидиш текстова на немачки:
- Мемоари Гликл бас Јуда Лајбе (познате и као Glückel of Hameln), једне од Бертиних предака (1910).
- Ma'assebuch, такође познат као "Женски Талмуд", збирка прича из Талмуда и Мидраша (1929.)
- Делови Ze'enah u-Re'enah, такође познате као „Женска Библија“.

Појавио се само први део њеног превода "Женске Библије" који одговара Првој књизи Мојсијевој. Преводи Друге и Треће књиге су наводно изгубљени.
Папенхајм се бавила искључиво текстовима које су писале жене или за жене. Ma'assebuch и "Женска Библија" била су најраспрострањенија дела јидиш женске књижевности. Сврху својих превода описала је у предговору мемоара Гликл бас Јуда Лајбе.
Заједно са својим братом Вилхелмом и њиховим рођаком Стефаном Мајером, током истраживања свог породичног стабла открила је да је у даљим сродствима са Гликлом. Такође је ангажовала Леополда Пилиховског (1869–1933) да направи њен портрет као Гликл.

#### Чланци и информативни памфлети
Међутим, фокус њених писања био је да пружи информације посебно о социјалној ситуацији јеврејских избеглица и трговини женама. Године 1924. објавила је своју најпознатију књигу Sisyphus-Arbeit (Сизифов рад), студију о трговини женама и проституцији у источној Европи и на Оријенту.

## Лични живот
Жене које су утицале на Папенхајмову биле су Гликел из Хамелна, Мери Вулстонкрафт и Хелена Ланге. Бројер је описује као жену „прилично интелигентну, запањујуће оштроумног расуђивања и оштровидне интуиције..."
Након што јој је мајка умрла 1905. године, Берта је много година живела сама без приватне везе. „Mir ward die Liebe nicht“ („Љубав ми није дошла“), јадиковала се у песми из 1911.
Године 1924. почело је блиско пријатељство са Ханом Кармински, 40 година млађом женом, када је Кармински преузела вођство у Jüdischer Mädchenclub. („Клуб јеврејских девојака“). Обе жене су што је могуће више проводиле слободно време заједно. Када се 1925. године Кармински преселила на неко време у Берлин, писале су једна другој скоро свакодневно.
Док је била на путовању по Аустрији 1935. године, поклонила је две своје колекције (чипка и мали предмети од ливеног гвожђа) Музеју примењене уметности у Бечу. Из Беча је отпутовала у Ишл. Током путовања, њено опште стање се погоршало и одведена је у Израелску болницу у Минхену. Током операције која је тамо обављена утврђено је да има малигни тумор. Упркос болести, отпутовала је крајем 1935. у Амстердам како би се састала са Хенријетом Солд, шефом Youth Aliyah, и поново у Галицију, да саветује школе Бет Џејкоб. По повратку у Франкфурт њено стање се додатно погоршало и није могла да напусти кревет. Имала је и жутицу.
Током последњих неколико дана живота била је позвана на испитивање у државну полицијску станицу у Офенбаху, а разлог је пријава од стране запослене у дому. Девојка са интелектуалним инвалидитетом урадила је оно што је полиција сматрала погрдним коментаром о Адолфу Хитлеру. Папенхајм је одбила да се појави на саслушању због лошег здравља. Након саслушања од 16. априла 1936. године, за које је мирно, али одлучно дала информације у вези са оптужбом, од стране полиције нису предузети никакви даљи кораци.
Умрла је 28. маја 1936, о њој се је до краја бринула њена пријатељица Кармински, а сахрањена је поред мајке на Јеврејском гробљу у Франкфурту.
Након Бертине смрти, Кармински је преузела многе њене улоге у Лиги јеврејских жена. Кармински је 9. децембра 1942. доведена у логор Аушвиц где је убијена 4. јуна 1943.

## Наслеђе
Када се 1953. појавио први том Фројдове биографије Ернеста Џонса, у којем је Ана О. идентификована као Папенхајм, њени пријатељи и обожаваоци су били огорчени; познавали су је само из времена у Франкфурту. Један од разлога за биографију Доре Едингер био је супротстављање њене идентификације као „ментално болесне“, што се у то време сматрало клеветничким, са приказом Папенхајмове као филантропа и заговорника женских права.
Како Папенхајм није говорила о својој болести, детаљи о њеном животу у то време су углавном преузети из записа Бројера и Фројда. Џонсов портрет је садржао додатне детаље, посебно легенде о завршетку Бројеровог лечења, али осим информација садржаних у студијама ништа се није знало о даљем току њене болести. Нове чињенице су постале познате тек на основу истраживања Хенрија Еленбергера, а потом и Албрехта Хиршмилера, који су успели да пронађу Бројерову историју случаја Папенхајм и друге документе у архиви клинике Белви у Кројцлингену. Објављена Фројдова писма вереници Марти Бернајс садрже неколико наговештаја о току Бертине терапије и Фројдовом односу према Бројеру, али док сва Фројдова писма не буду објављена, има места за спекулације.
Године 1954. издата је немачка поштанска марка са портретом Берте Папенхајм у серији „Доброчинитељи човечанства” као признање за њене заслуге. На 50. годишњицу њене смрти одржана је конференција о различитим аспектима њеног живота. На некадашњем месту дома за угрожене девојке и невенчане мајке у Ној-Изенбургу, 1997. године свечано су отворене сала за семинаре и спомен обележје Папенхајмовој.
Аспекти Бертине биографије (нарочито њено време када је била Бројеров пацијент) третирани су у филму Фројд: Тајна страст, Џона Хјустона, (заједно са елементима других раних психоаналитичких случајева). Филм је заснован на сценарију Жан-Пола Сартра који се, међутим, оградио од филмске верзије.
Јозеф Бројеров третман Папенхајмове приказан је у књизи Ирвина Д. Јалома Када је Ниче плакао.
Марк Ј. Блецхнер је означио три лека којима се подвргла Берта Папенхајм: лек за говор, лек за писање и социјални лек.